# William Larned
William Larned (Summit, Nova Jérsei, 30 de dezembro de 1872  — Nova Iorque, 16 de dezembro de 1926) foi um tenista estadunidense.
Larned, junto com Richard Sears e Bill Tilden, foi o maior vencedor do US Open, com sete títulos: 1901 - 1902 - 1907 - 1908 - 1909 - 1910 - 1911.
Larned entrou para o International Tennis Hall of Fame em 1956.

## Grand Slam finais

### Simples: 9 (7 títulos, 2 vices)
| Resultado | Ano  | Campeonato                  | Piso  | Oponente           | Placar                  |
| --------- | ---- | --------------------------- | ----- | ------------------ | ----------------------- |
| Vice      | 1900 | U.S. National Championships | Grama | Malcolm Whitman    | 4–6, 6–1, 2–6, 2–6      |
| Campeão   | 1901 | U.S. National Championships | Grama | Beals Wright       | 6–2, 6–8, 6–4, 6–4      |
| Campeão   | 1902 | U.S. National Championships | Grama | Reginald Doherty   | 4–6, 6–2, 6–4, 8–6      |
| Vice      | 1903 | U.S. National Championships | Grama | Laurence Doherty   | 0–6, 3–6, 8–10          |
| Campeão   | 1907 | U.S. National Championships | Grama | Robert LeRoy       | 6–2, 6–2, 6–4           |
| Campeão   | 1908 | U.S. National Championships | Grama | Beals Wright       | 6–1, 6–2, 8–6           |
| Campeão   | 1909 | U.S. National Championships | Grama | Bill Clothier      | 6–1, 6–2, 5–7, 1–6, 6–1 |
| Campeão   | 1910 | U.S. National Championships | Grama | Tom Bundy          | 6–1, 5–7, 6–0, 6–8, 6–1 |
| Campeão   | 1911 | U.S. National Championships | Grass | Maurice McLoughlin | 6–4, 6–4, 6–2           |